# Hadena draudti
Hadena draudti là một loài bướm đêm trong họ Noctuidae.